# هیولامرغان
هیولامرغان (نام علمی: Teratornithidae) نام یک تیره از رده پرنده است.